# Leptobrachella isos
Leptobrachella isos (Synonym: Leptolalax isos) ist eine Froschart aus der Familie der Asiatischen Krötenfrösche (Megophryidae).

## Beschreibung
Leptobrachella isos ist ein mittelgroßer, bräunlicher Frosch mit meist orangefarbenen Augen. Die ausgewachsenen männlichen Tiere erreichen eine Körpergröße von 23,7 bis 27,9 mm, die weiblichen Tiere messen 28,6 bis 31,5 mm. Der Bauch und der Brustkorb dieser Art sind vollkommen weiß.

## Verbreitungsgebiet
Leptobrachella isos ist in Wäldern zwischen 650 und 1100 m Höhe im Nordosten Kambodschas und in Vietnam heimisch, das Vorkommen in Laos ist fraglich. Die Frösche leben an den Ufern von Bächen und kleinen Flüssen. Der Lebensraum im Bereich dieser Art ist allerdings durch Entwaldung und Staudämme gefährdet. Die IUCN stuft die Art daher als „gefährdet“ (vulnerable) ein. Schutzgebiete, in denen die Art vorkommt, umfassen den Nationalpark Kon Ka Kinh in Vietnam und den Virachey-Nationalpark in Kambodscha.